# Jaimee Fourlis
Jaimee Fourlis (nació el 17 de septiembre de 1999) es una jugadora de tenis profesional australiana con ascendencia griega.
En la gira de júnior, Fourlis alcanzó un ranking en individual de 38, alcanzado en febrero de 2016. Fourlis llegó a las semifinales del  Abierto de Australia júnior de 2016, asociada con Maddison Inglis.
Su mejor clasificación en la WTA fue la número 147 del mundo, que llegó el 18 de julio de 2022. En dobles alcanzó número 138 del mundo, que llegó el 2 de marzo de 2020. Hasta la fecha, ha ganado un individual y cero títulos de dobles en el ITF tour.
Fourlis hará su debut en Grand Slam cuadro principal después de ganar el Australian Open Wildcard Playoff 2017 derrotar Abbie Myers en la final, otorgándole un Wildcard para el Abierto de Australia 2017 para evento individual femenino.

## Torneos de Grand Slam

### Dobles mixto

#### Finalista (1)
| Año  | Torneo               | Pareja       | Oponentes en la final          | Resultado |
| 2022 | Abierto de Australia | Jason Kubler | Kristina Mladenovic Ivan Dodig | 3-6, 4-6  |

## Títulos WTA 125s

### Dobles
| Resultado | Fecha              | Torneos  | Superficie | Pareja     | Oponentes en la final             | Resultado        |
| --------- | ------------------ | -------- | ---------- | ---------- | --------------------------------- | ---------------- |
| 1.        | 3 de enero de 2025 | Canberra | Dura       | Petra Hule | Darja Semeņistaja Nina Stojanović | 7-5, 4-6, [10-6] |

## Títulos ITF
| Torneos de $100,000 |
| Torneos de $75,000  |
| Torneos de $50,000  |
| Torneos de $25,000  |
| Torneos de $15,000  |
| Torneos de $10,000  |

### Individual (9)
| N.º | Fecha                 | Torneo                   | Superficie | Oponentes           | Resultado        |
| --- | --------------------- | ------------------------ | ---------- | ------------------- | ---------------- |
| 1.  | 14 de febrero de 2016 | Perth, Australia         | Dura       | Jang Su-jeong       | 6–4, 2–6, 7–6(1) |
| 2.  | 1 de abril de 2018    | Canberra, Australia      | Arcilla    | Ellen Perez         | 6–3, 6–2         |
| 3.  | 29 de abril de 2018   | Pula, Italia             | Arcilla    | Anastasia Grymalska | 6–4, 4–6, 6–0    |
| 4.  | 22 de agosto de 2021  | Ourense, España          | Arcilla    | Fanny Stollár       | 7–6(3), 6–3      |
| 5.  | 13 de mayo de 2022    | Bendigo, Australia       | Dura       | Olivia Gadecki      | 6–3, 0–0 ret.    |
| 6.  | 5 de junio de 2022    | Brasov, Rumania          | Arcilla    | İpek Öz             | 7–6(0), 6–2      |
| 7.  | 12 de junio de 2022   | Ourense, España          | Dura       | Guiomar Maristany   | 6–4, 6–2         |
| 8.  | 12 de febrero de 2023 | Burnie, Australia        | Dura       | Olivia Gadecki      | 6–4, 6–3         |
| 9.  | 7 de julio de 2024    | Amstelveen, Países Bajos | Arcilla    | Berfu Cengiz        | 7–6(2), 2–6, 6–1 |